# León Abadías y Santolaria
León Abadías y Santolaria   (Osca, 28 de juny de 1836 - Còrdova, 7 de setembre de 1894) va ser un pintor i escriptor aragonès. Format a l'Acadèmia de Sant Ferran i a la de Sant Lluís, va exercir com a professor de dibuix als Instituts d'Osca i Còrdova, a més de mantenir un estudi i acadèmia, i la seva activitat artística privada.

## Primers anys
Va néixer a Osca el 28 de juny de 1836, en el sí d'una família noble i catòlica. Va obtenir el batxiller a l'Institut d'Osca el 1851 i després va ser alumne de l'Escola Superior de Pintura i Escultura de Saragossa, formació artística que va continuar a Madrid, a l'Acadèmia de Belles Arts de Sant Ferran. Va ser deixeble de Federico de Madrazo, Carlos Múgica i Bernardino Montañés. El darrer, amb qui sempre va tenir una relació especial, va fer-lo tornar a l'Aragó i allà va entrar a l'Acadèmia de Belles Arts de Sant Lluís.

## Activitat professional

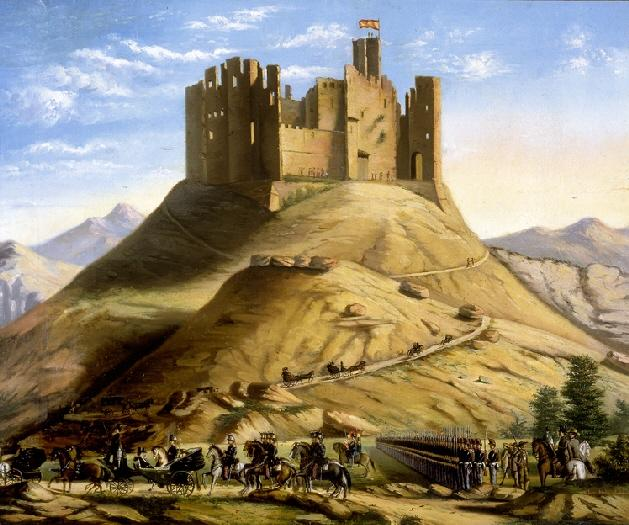
L'aturada de l'exèrcit d'Isabel II al castell de Montaragó (1859). Col·lecció del Museu d'Osca.

Acabats els estudis va tornar a Osca, on manté un estudi i obre una acadèmia. Entre els deixebles que va tenir destaquen noms com Santiago Ramón y Cajal, a qui va intentar orientar a les Belles Arts, Joaquín Costa i Martín Coronas. També va rebre importants encàrrecs, destacant el retrat del bisbe Pedro Zarandia i la decoració del sostre del saló de plens de la Diputació Provincial. El 1860 el Governador Civil va encarregar-li la redacció del catàleg general de riquesa artística de la província d'Osca. El 5 de gener de 1866 fou nomenat, per oposició, professor de dibuix de l'institut de segon ensenyament d'Osca. Va alternar les classes amb la seva activitat artística amb paisatges, natures mortes i decoracions civils i religioses. Durant aquells anys i més endavant, va participar en diverses exposicions: a la Internacional de Baiona (1864), a l'Exposició Aragonesa (1868), premiat amb una medalla de bronze, i a la Nacional de Belles Arts (1881).

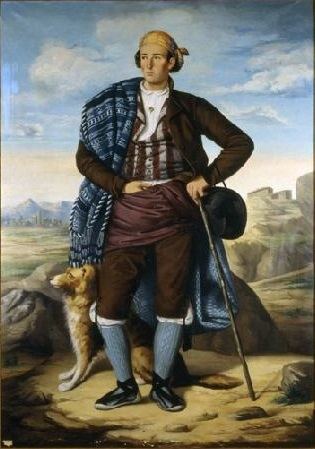
Un aragonès (ca. 1861). Col·lecció del Museu d'Osca.

El gener de 1870 es apartat de la càtedra per negar-se a jurar la constitució. El mateix any, Bernardino Montañés va contractar-lo per executar part de les pintures de la basílica del Pilar de Saragossa. La premsa provincial sempre va elogiar-lo diverses vegades per les obres de restauració de la basílica, com pels seus retrats, paisatges i marines. D'altra banda, prengué part activa en la feina de l'Ateneu i el Centre Literari, per a la qual escrigué un discurs erudit anomenat Importancia y necesidad del dibujo aplicado a las artes. El 1872 va ser nomenat membre corresponsal de la Reial Acadèmia de Belles Arts de Sant Ferran.

### Professor a Còrdova
Entre 1872 i 1876 abandona Osca per donar suport a la causa carlina. Més tard es reincorpora a la càtedra de dibuix a l'Institut de Còrdova, on restar els darrers quinze anys de la seva vida i hi va tenir també una intensa activitat artística. En destaquen diverses obres que hi ha al Saló Tobies del Palau de Viana, per al qual va executar una sèrie de pintures murals sobre la vida d'aquest personatge. Va morir a la ciutat andalusa el 7 de setembre de 1894. Amb tot, va oblidar mai Osca, va continuar participant en les seves activitat i mantingué la vinculació a través de les amistats.

## Escriptor
Abadías també va conrear la literatura, tot i que aquest vessant no ha estat gaire estudiat, va fer algunes narracions de temàtica costumista, així com novel·la i conte per a la Revista Popular de Barcelona.